# Das Duo: Tödliche Nähe
Tödliche Nähe ist ein deutscher Fernsehfilm von Tobias Ineichen aus dem Jahr 2011. Es handelt sich um den 21. Filmbeitrag der ZDF-Kriminalfilmreihe Das Duo.
In ihrem zehnten gemeinsamen Einsatz ermitteln Ahrens und Hertz den Mord an einem Staatsanwalt.

## Handlung
Staatsanwalt Dengler wird in seinem Büro erschossen aufgefunden. Auf der Suche nach einem Motiv stoßen die Kommissarinnen Marion Ahrens und Clara Hertz auf den vorbestraften Landschaftsgärtner und Hartz-IV-Empfänger Lars Rückert, der Behördenvertreter als persönliche Feinde begreift und dies immer wieder aggressiv zum Ausdruck bringt. Rückert hatte sich aktuell wegen Schwarzarbeit vor Gericht zu verantworten und wurde von Dengler verurteilt.
Dengler hatte sich vor allem mit Arbeitsrechtsprozessen befasst und arbeitete dazu eng mit der Geschäftsführerin der lokalen Agentur für Arbeit, Andrea Zander, zusammen.
Während der Ermittlungen erfolgt ein Brandanschlag auf das Gartenhäuschen von Stadtkämmerer Möhring. Er hatte Lars Rückert zuletzt beschäftigt, was nun einen weiteren Verdacht gegen den Mann lenkt. Diesen kann Kriminaltechniker Viktor Ahrens jedoch zweifelsfrei ausräumen. Für Clara Hertz benimmt sich die Radiojournalistin Kirsten Stehr sehr auffallend, die stets als erste an brisanten Orten zu sein scheint. Aus falschem Ehrgeiz könnte auch sie zu solchen Mitteln gegriffen haben, denn sie hetzt ganz öffentlich gegen Rückert. Diese Kampagne wird weiter genährt, als auch noch Andrea Zander ermordet wird. Kurz nachdem ihr Lebensgefährte, Thomas Flohr, neue Sicherheitsanlagen in Auftrag gegeben hatte, die aber noch nicht installiert waren, wurde Zander erschossen. Da auch hier dieselbe Pistole verwendet wurde und Rückert gerade erst wieder in der Agentur für Arbeit randaliert hatte, wird er wegen dringendem Tatverdacht festgenommen. Die Herkunft der Waffe kann auch geklärt werden. Bauunternehmer Manfred Anderson hatte sie vor kurzem als gestohlen gemeldet. Allerdings hatte auch er sowohl mit Dengler, als auch mit Zander einen Konflikt, denn er sollte wegen der Beschäftigung ausländischer Schwarzarbeiter von dem aufmerksamen Zweigespann belangt werden.
Auf dem Revier meldet sich ein Zeuge, der mit Lars Rückert, am Tatabend des Mordes an Andrea Zander, in einer Kneipe gewesen war. Rückert wird daraufhin wieder auf freien Fuß gesetzt, belauscht aber zuvor ein Gespräch, wonach die Kriminaltechnik eindeutig die Sensationsreporterin als die Brandstifterin ermittelt hat. Unverzüglich sucht Rückert die Frau im Sender auf und stellt sie zu Rede. Er lässt sie eine Verlautbarung verlesen, die seine Unschuld an die Hörerschaft verkünden und die Hexenjagd gegen ihn endlich beenden soll. Für Ahrens und Hertz ergeben sich neue Verdachtsmomente gegen Bauunternehmer Anderson. Sie durchsuchen sein Büro und finden dort eine belastende Akte aus der Agentur für Arbeit und seinen angeblich gestohlenen Revolver. Anderson beteuert unschuldig zu sein und das ihn da jemand reinlegen wolle, dennoch wird er festgenommen. 
Der Schlüssel zur Lösung des Falls liegt schließlich in der Bestimmung des Todeszeitpunkts. Marion findet heraus, dass Andrea Zander früher gestorben sein könnte als zunächst angenommen. Durch hartnäckiges Hinterfragen gelingt es den Kommissarinnen Zanders Lebensgefährten Thomas Lohr als Täter zu ermitteln. Da er mit Anderson beruflich Kontakt hatte, kannte er sich in dessen Büro aus und wusste auch von der Waffe. Lohr war fest davon überzeugt, dass Dengler ein Verhältnis mit Andrea Zander hatte. Aus Eifersucht hatte er ihn erschossen und gehofft seine Freundin zurückzugewinnen. Doch nachdem ihm Andrea Zander auf die Spur gekommen war, wollte sie ihn anzeigen. Die Schüsse auf sie erfolgten im Affekt.

## Hintergrund
Tödliche Nähe wurde unter dem Arbeitstitel Der letzte Dreck in Lübeck gedreht und am 6. Mai 2011 um 21:45 Uhr auf ZDFneo erstausgestrahlt.

## Rezeption

### Einschaltquote
Bei der Erstausstrahlung im ZDF am 7. Mai 2011 um 20:15 Uhr Tödliche Nähe von 4,70  Millionen Zuschauern gesehen, was einem Marktanteil von 17,9 Prozent entsprach.

### Kritiken
Rainer Tittelbach von tittelbach.tv meinte: „Der 21. Fall des Lübecker ‚Duos‘ gehört nicht zu den Glanzstücken der Reihe. ‚Tödliche Nähe‘ ist ein Allerwelts-Whodunit, in dem alles eine Spur zu laut ist. Mit Sozial-Stereotypen robbt sich der Krimi über lange 90 Minuten. Hinter fast jedem Satz steht ein Ausrufezeichen. Die Ermittlerinnen nehmen sich selbst zu ernst und die Autoren den Krimi zu unwichtig.“
Auch die Kritiker der Fernsehzeitschrift TV Spielfilm vergaben nur eine mittlere Wertung (Daumen gerade) und meinten: „Das Ensemble zeigt sich meist in Hochform, aber das Drehbuch ist überfrachtet und schiebt der Reporterin unterirdische Sätze in den Mund. Deren Darstellerin hat da gleich aufgegeben.“ Das Urteil lautet daher: „Verzweigter Krimi mit Ausfallerscheinungen“.
Christian David bei Quotenmeter.de wertete weniger kritisch: Es „wurde von den Autoren Birgit Grosz und Leo P. Ard tolle Arbeit geleistet, nach und nach werden neue Figuren eingeführt, wodurch sich der mögliche Täterkreis zunächst beträchtlich vergrößert und der Zuschauer dadurch bis zum Ende an die Story gefesselt wird.“